# جوني هاريس (لاعب كرة قدم كندية، مواليد 1972)
جوني هاريس (بالإنجليزية: Johnnie Harris)‏ هو لاعب كرة قدم أمريكية ولاعب كرة قدم كندية أمريكي، ولد في 21 أغسطس 1972 في شيكاغو في الولايات المتحدة.

## وصلات خارجية
- جوني هاريس على موقع مرجع كرة القدم المحترفة.كوم (الإنجليزية)